# Andrew Bowlby
Andrew Bowlby (ur. 20 sierpnia 1980) – amerykański zapaśnik w stylu wolnym. Srebrny medalista mistrzostw panamerykańskich z 2001. Trzeci na uniwersyteckich mistrzostwach świata w 2002 roku. Zawodnik Oregon State University.